# Julian z Egiptu
Julian z Egiptu (gr.: Ιουλιανός Αιγύπτιος) – poeta bizantyński z VI wieku, autor epigramatów.

## Osoba
O samym poecie wiadomo, że był podprefektem Egiptu za panowania cesarza Justyniana I. Agatiasz Scholastyk umieścił 70 jego epigramów w swojej Antologii nowych epigramów, skąd trafiły one w X wieku do Antologii palatyńskiej.

## Twórczość
Spośród epigramów Juliana tradycja uznała za najlepsze epigramy nagrobkowe, najwięcej też się ich zachowało. Julian pisał epitafia na nieznanych rozbitków (VII 575, 582, 586, 589). Upamiętniał wybitnych twórców literatury: Archilocha (VII 58, 70), Anakreonta (VII 32, 33) i filozofii: Demokryta (VII 58, 59), Pyrrona (VII 576). Nie zapominał też o sobie współczesnych: myślicielu Pamfilu (VII 587), gramatyku Teodorze (VII 594, 595), mówcy Kraterosie (VII 561, 562). Zaskakującą pointą kończy poeta epigram na nagrobku Rodio (VII 605): mąż ufundował jej trumnę z marmuru, wybudował grobowiec, dał biedakowi jałmużnę, aby się modlił za jej duszę, wszystko w podzięce za to, że wcześniej umarła i przywróciła mu wolność.
Zupełnie przeciętne są epigramy wotywne Juliana. Stary rybak, Kinyres, składa nimfom w ofierze swoje zniszczone sieci, jedyne swoje dobro (VI 25), odtąd ryby odetchną z ulgą, nic im już więcej nie grozi (VI 26). Ciekawsze są utwory o posągach i obrazach Konstantynopola (IX 738, 739, 793, 980), o krowie Myrona (XIV 87, 88, 107, 108, 113, 139). Epigramy miłosne są raczej konwencjonalne. Poeta prosi Dike, boginię sprawiedliwości, by ukarała dumną Marię długą starością (V 298).
Wśród epigramów nagrobkowych na osoby sobie współczesne poeta dotknął drażliwego tematu, pisząc o pustym grobowcu (cenotafie) siostrzeńca cesarza Anastazjusza, Hypatosie (VII 591), którego cesarz Justynian kazał po nieudanym buncie stracić, a zwłoki wrzucić do morza. Julian pisze, że ziemia bała się przykryć małym grobem tak wielkiego męża i wolała go oddać morzu. Obawiając się jak Justynian zareaguje na ten wiersz, Julian napisał w kolejnym (VII 572), że cesarz rozgniewał się na morze, pokrywające zwłoki Hypatosa, bo chciał mu oddać ostatnią przysługę, nie mógł jednak, bo morze zabrało jego ciało. Wystawił mu więc przynajmniej pusty cenotaf, dowód życzliwego serca.

## Przekłady na język polski
- Antologia Palatyńska, wybrał, przeł. i oprac. Zygmunt Kubiak, Warszawa 1978, s. 274-277 (Dom bezpieczny, s. 274, Do mordercy, s. 274, Port et Teodoty, s. 274, Sieć Kinyresa, s.274, Piękność Dumna, s.275, Świadek piękności, s. 275, To samo inaczej, s. 275, Anakreont, s. 276, Demokryt, s. 276, Zwierciadło Laidy, s. 276, Eros w pucharze, s. 277, O filozofie Pamfilosie, s. 277, Sceptyk Pyrron, s. 277).